# The Courageous Heart of Irena Sendler
The Courageous Heart of Irena Sendler (bra: O Corajoso Coração de Irena Sendler, ou O Coração Corajoso de Irena Sendler; prt: A História de Irena Sendler) é um telefilme estadunidense de 2009, dos gêneros guerra e drama biográfico, dirigido por John Kent Harrison, com roteiro de Larry Spagnola e do próprio diretor baseado na biografia Die Mutter der Holocaust-Kinder: Irena Sendler und die geretteten Kinder aus dem Warschauer Ghetto, que a autora polonesa Anna Mieszkowska escreveu sobre a vida de Irena Sendler.
Por esse trabalho, Anna Paquin foi indicada ao Globo de Ouro de 2010.

## Sinopse
Irena Sendler é uma assistente social polonesa que, na Segunda Guerra Mundial, é presa pelos nazistas por ajudar cerca de 2500 crianças judias a fugir do gueto de Varsóvia.

## Elenco
- Anna Paquin como Irena Sendler
- Marcia Gay Harden como Janina Krzyzanowska
- Goran Visnjic como Stefan Zgrzembski
- Nathaniel Parker como dr. Majkowski
- Steve Speirs como Piotr
- Paul Freeman como msr. Godlewski
- Michelle Dockery como Ewa Rozenfeld
- Danuta Stenka como Hanna Rozenfeld
- Iddo Goldberg como Jakub Rozenfeld
- Maja Ostaszewska como Jadwiga
- Krzysztof Pieczynski como dr. Janusz Korczak
- Rebecca Windheim como Karolina Rozenfeld
- Olga Boladz como Zofia
- Leigh Lawson como rabino Rozenfeld
- Scott Handy como Michal Laski
- Sergei Novik-Marchenko como Jasio
- Jerzy Nowak como rabino Elderey
- Toms Aboltins como dentista
- Romualds Ancans como general alemão
- Ruby Bentall como Stefania

## Prêmios
Emmy
- 2009 - Melhor maquiagem para minissérie ou filme (venceu)[5]
- 2009 - Melhor edição de som para minissérie, filme ou especial (nomeado)[5]
- 2009 - Melhor atriz secundária Marcia Gay Harden como Janina (nomeada)[5]